# Ullattamansaari
Ullattamansaari är en ö i Finland. Den ligger i Tarvantojoki och i kommunen Enontekis i den ekonomiska regionen  Fjäll-Lappland  och landskapet Lappland, i den norra delen av landet, 900 km norr om huvudstaden Helsingfors. Öns area är 0,5 hektar och dess största längd är 130 meter i öst-västlig riktning.